# Yilmaz Örtülü
Yilmaz Örtülü (* 30. März 1980 in Frankfurt am Main) ist ein ehemaliger deutscher Fußballspieler.

## Karriere
Yilmaz Örtülü kam zur Saison 2006/07 vom Zweitligaabsteiger 1. FC Saarbrücken zum SC Paderborn. Allerdings konnte er für die Domstädter in dieser Saison keinen Einsatz absolvieren, da er zu Beginn der Spielserie verletzt war und Trainingsrückstand hatte. Im Januar 2007 wurde daher der Vertrag mit dem Verein aufgelöst, Örtülü wechselte zurück ins Saarland zur SV Elversberg, die er aber im Sommer 2008 wieder verließ. Seit Mai 2009 ist Yilmaz Örtülü sportlicher Leiter des Oberligisten Borussia Neunkirchen.